# Rio Predaia
Il Rio Predaia è un corso d'acqua della Val di Fiemme, affluente di destra dell'Avisio.

## Descrizione

### Origine, corso e foce
Nasce dall'unione di alcuni ruscelli sul versante sud del monte Sas del Gazzo (2027 m) e dal versante sud-ovest del monte Cugola (2077 m.) nel comune di Ville di Fiemme.
Nel primo tratto, caratterizzato da forte pendenza, incide in direzione Sud la Val Bella fino alla strada provinciale 48 delle Dolomiti, da qui prosegue con pendenza meno accentuata nella valle di Aguai, bagna l'omonimo piccolo centro abitato (Aguai m.980 fraz. di Carano) e poco più a valle riceve da destra il Rio Solaiolo emissario del Biotopo Palù Longa (1450 m).
Quindi si insinua in una stretta valle boscosa (la valle di Predaia) entrando nel comune di Castello-Molina di Fiemme e ricevendo presso il Maso la Valle (m. 902) l'apporto da sinistra del suo maggior affluente, il Rio Calvello che nasce dal versante sud del monte Cugola.
Quindi percorre la valle di Predaia fino a Molina di Fiemme dove sfocia nell'Avisio.